# Гаусман, Иосиф Карлович
Иосиф Карлович Гаусман (1852 — после 1919) — русский военный деятель,
генерал от артиллерии.

## Биография
Родился в 1852 году. В 1871 году после окончания Павловского военного  училища, выпущен прапорщиком  в 23-ю  артиллерийскую бригаду. В 1872 году произведён в подпоручики, в 1873 году в поручики, в 1876 году в  штабс-капитаны. 
С 1878 года произведён в капитаны и назначен старшим делопроизводитель Комитета по передвижению войск Военного министерства. В 1879 году произведён в капитаны гвардии. С 1881 года назначен делопроизводителем канцелярии Военно-ученого комитета Главного штаба. В 1886 году произведён в полковники. 
С 1882 по 1911 годы  был членом общего присутствия и управляющим делами и канцелярией Комиссии по устройству казарм Военного совета Российской империи. В 1896 году произведён в генерал-майоры, в 1902 году произведён в генерал-лейтенанты.  
В 1911 году произведён в Генералы от артиллерии и назначен председателем Главного комитета по устройству казарм, с 1912 по 1917 годы  начальником  Главного управления по квартирному довольствию войск. 
С 1917 года участник Белого движения в составе ВСЮР. С 1919 года состоял в резерве чинов при штабе Главнокомандующего ВСЮР.